# Bible Melantrichova

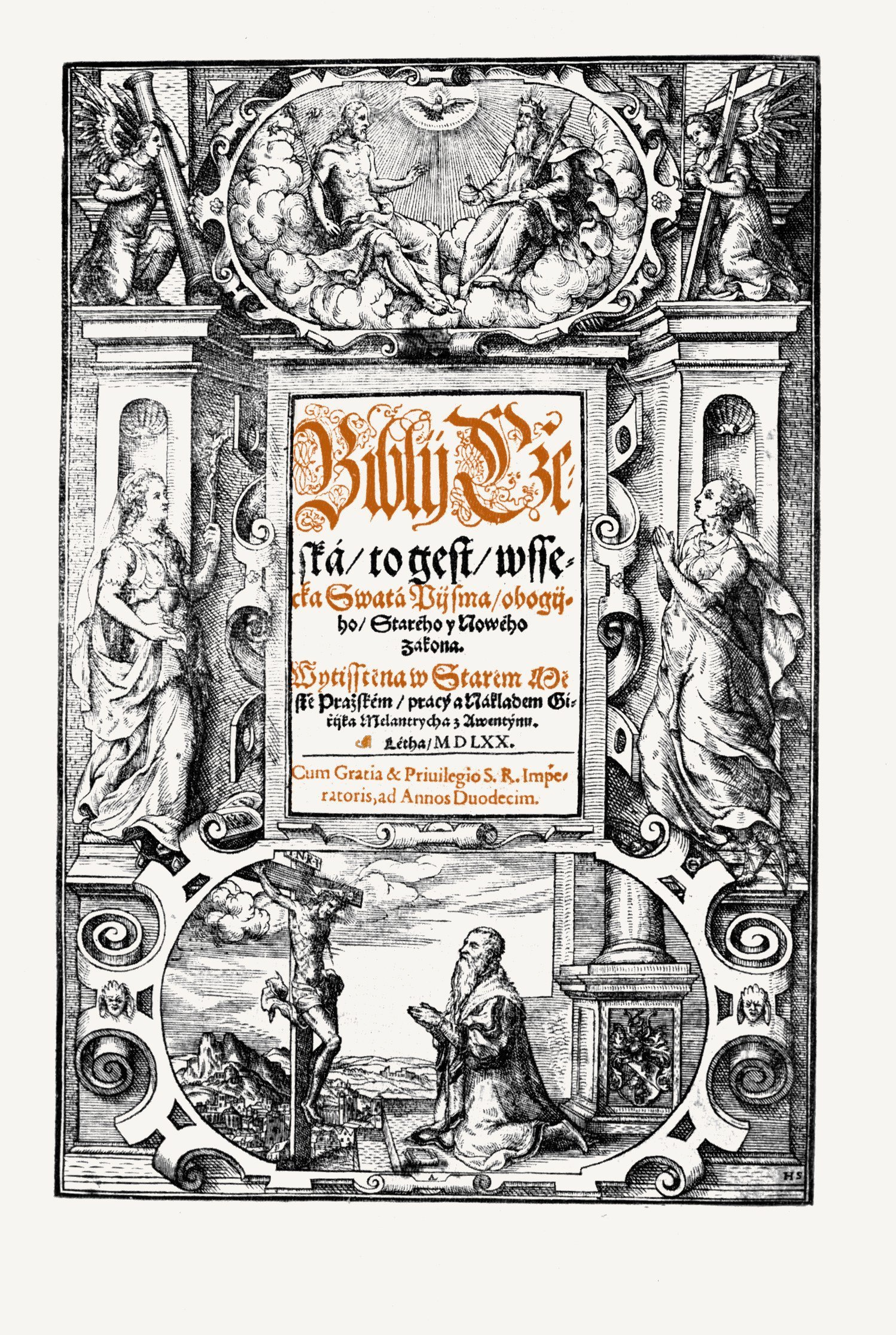
Bible Česká – titulní list, Jiří Melantrich z Aventina, 1570

Bible Melantrichova (originální název Biblí česká, to jest všecka svatá Písma obojího Starého i Nového zákona) patří k nejvýznamnějším vydáním bible v renesančních Čechách. Její význam spočívá jak ve velmi vysokém nákladu, který vedl též k velkému rozšíření této bible, tak v její vysoké umělecké a typografické úrovni. Za Melantrichova života byla tato bible vydána sedmkrát, resp. čtyřikrát či pětkrát. Melantrichova bible patří k českým utrakvistickým vydáním, ale Melantrich zcela plánovitě přihlížel i k potřebám a požadavkům katolické strany a také luteránů. Kromě celé bible Melantrich třikrát vydal i samotný Nový zákon.
Přesto, že jde o nejrozšířenější verzi bible ve své době, byla Bible Melantrichova později zastíněna Biblí kralickou, což vedlo i k tomu, že dodnes není dostatečně probádána.

## Vydání z roku 1549

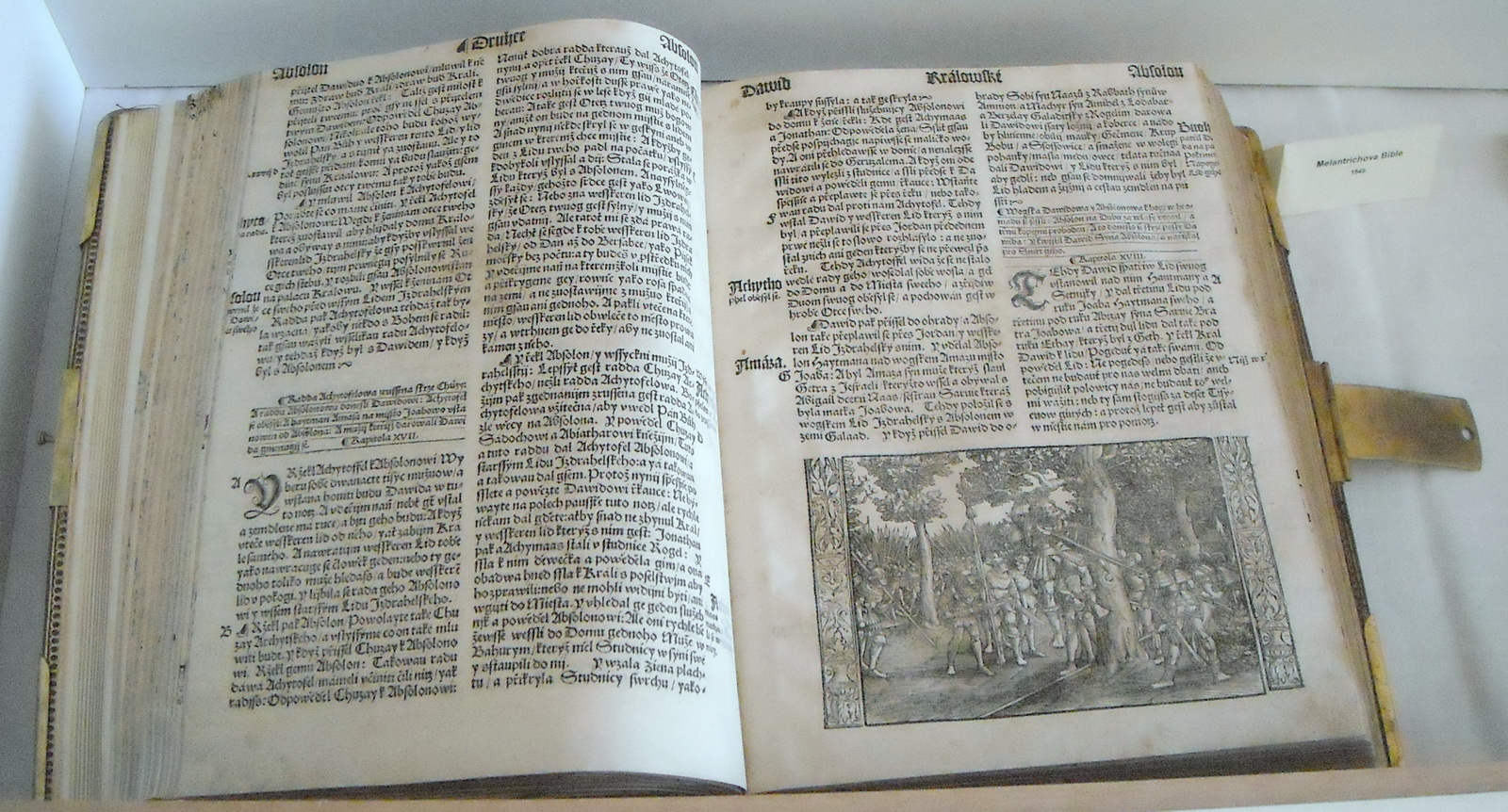
Vystavený originál Melantrichovy Bible z roku 1549

První vydání Melantrichovy bible bylo dokončeno 11. dubna roku 1549 a vyšlo v tiskárně umírněného katolíka Bartoloměje Netolického jako společný podnik Netolického a Melantricha. Iniciátorem a organizátorem práce byl humanisticky zaměřený utrakvista Melantrich. Netolický poskytl finanční a právní zázemí, neboť Melantrich v té době jako utrakvista nesměl provozovat tiskárnu. Na tisk a výsadní prodej biblí získal Netolický královské privilegium platící po dobu deseti let.

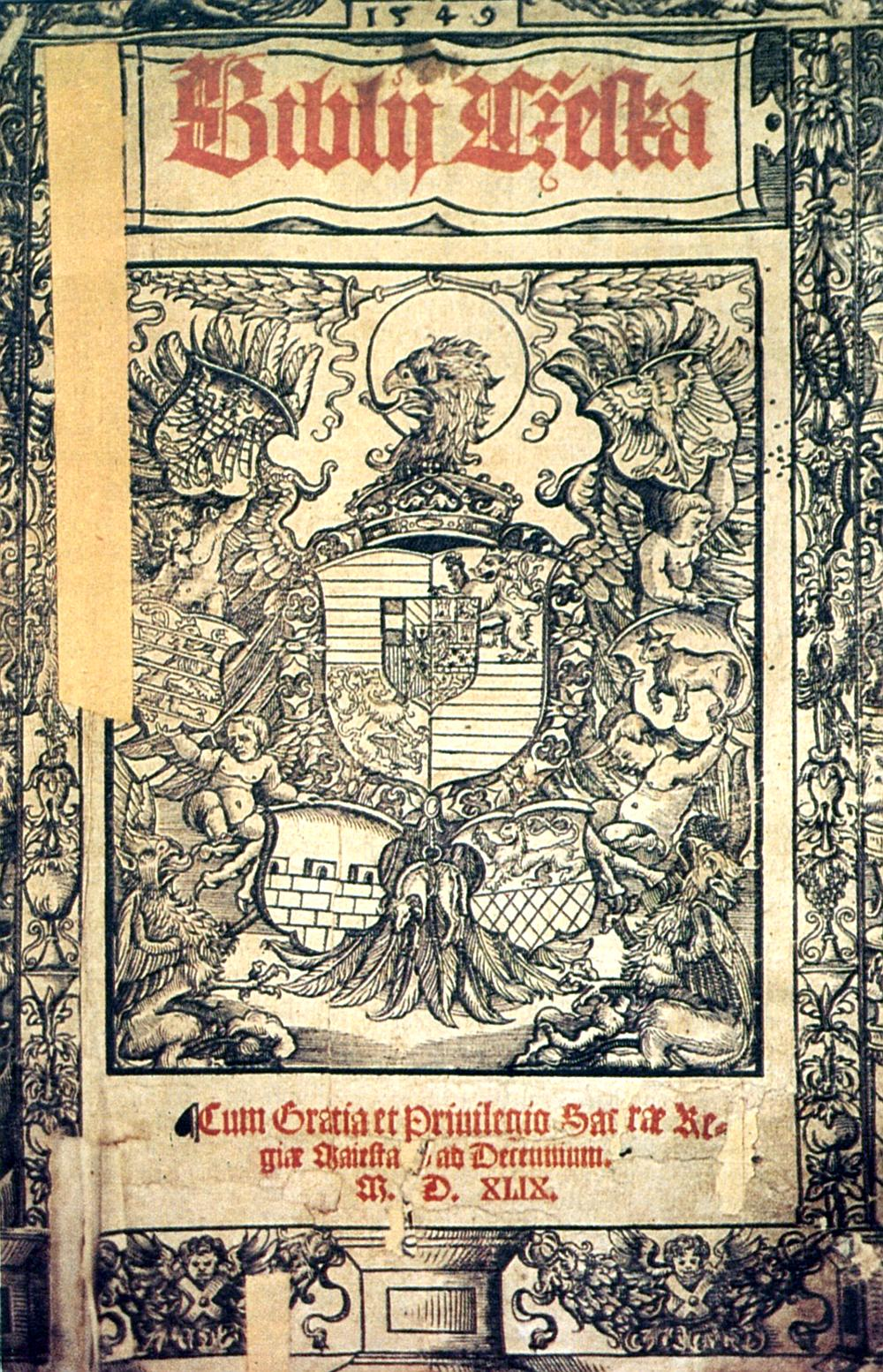
Titulní list prvního vydání z roku 1549, na němž je vyobrazen znak krále Maxmiliána obklopený zemskými znaky.

### Text
Jednalo se o kompletní revizi Bible Severýnovy podle latinského textu Vulgáty a nový překlad 3. knihy Makabejské. Nový zákon byl navíc revidován s použitím řeckého originálu a jazykově zmodernizován. Revizi textu provedl Melantrichův bývalý spolužák na Pražské univerzitě Sixt z Ottersdorfu. Práce na revizi biblického textu poskytla tomuto všestranně nadanému humanistovi potřebné finanční zázemí poté, co byl jako mluvčí městského stavu při Stavovském odboji roku 1547 zbaven úřadu kancléře Starého Města pražského.
Vedle vlastního biblického textu (včetně apokryfů) bylo vydání obohaceno historickým přehledem nazvaným Putování svatého Pavla z pera Sixta z Ottersdorfu a Předmluvou k pobožnému čtenáři Jiřího Melantricha.
Rejstřík knihy vyšel samostatně roku 1552 a sestavil jej Mikuláš Šůd ze Semanína.

### Typografická úprava
Výprava knihy byla poměrně mimořádná a patřila k typografickým vrcholům tehdejší české knižní produkce. Melantrich s Netolickým si pro tisk nechali odlít novou sazbu, opatřili si též 135 dřevořezů. Část z nich vznikla původně pro německé vydání Lutherovy bible, tištěné roku 1535 ve Wittenberku. Do Čech se dřevořezy dostaly záhy poté, neboť je už roku 1537 použil pro druhé vydání své bible Pavel Severýn. Melantrich je pak použil i pro vydání z roku 1556, 1557, 1560 a 1561. Druhá polovina štočků vznikla přímo pro Bibli Melantrichovu. Vydání obsahuje též pět celostránkových ilustrací, mj. mapu tehdy známého světa, vsazenou do příběhu o stvoření.
Kromě ilustrací zdobilo bibli také deset druhů iniciál, bordur, vinět, a dalších ozdobných grafických prvků.

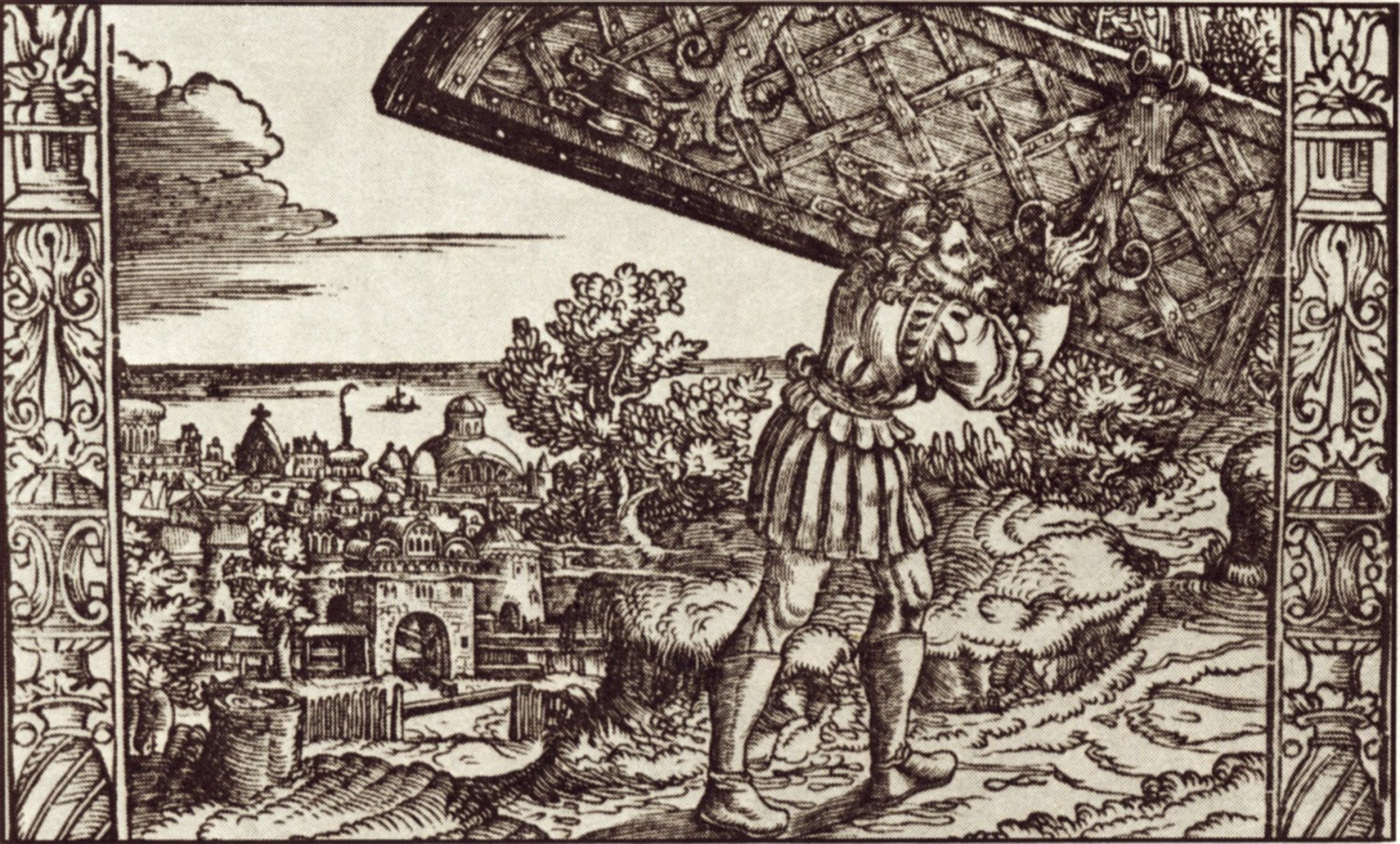
Samson odnáší vrata brány města Gazy, dřevořez z Bible Melantrichovy z roku 1549

### Ohlas
Jeden v sametu vázaný výtisk se zlatou ořízkou byl věnován též Maxmiliánu II. Jeho otec Ferdinand I. Habsburský ale s vydáním nebyl spokojen a tvrdil, že „obsahuje několik set omylů a bludů“.
Jak dokládá řada dotisků či nových vydání Melantrichovy bible, byl o ní přes poměrně vysokou cenu podobně rozsáhlých knih (kolem tří kop míšeňských grošů) veliký zájem a přinesl zúčastněným také slušný zisk. Jenom u prvního vydání se předpokládá náklad 1000–2000 výtisků.

## Vydání z roku 1556 a 1557
Toto vydání vychází z předchozího. Bylo však nově vysázeno, ačkoli se liší jen v detailech. Tisk probíhal zřejmě po celé dva roky 1555 a 1556, a to zřejmě ve zcela mimořádném nákladu. Protože toto vydání bylo už plně v Melantrichově režii, zmizelo z titulní strany Netolického jméno a Melantrich si pro tuto příležitost nechal vytvořit nový signet. Práce na tisku skončila 7. prosince 1556.
Vydání z následujícího roku 1557 se liší pouze titulním listem, na němž je uveden jiný rok. V podstatě jde o jedno vydání.

## Vydání z roku 1560 a 1561
Prakticky obdobné je i vydání z let 1560 a 1561. Také zde se zřejmě jedná o jeden kontinuální tisk rozložený do dvou let. Od předchozího vydání se prakticky neliší.

## Vydání z roku 1570
Již roku 1564 Melantrich zažádal o nové privilegium na výsadní tisk bible. Obdržel jej obratem 11. února 1564. Důvodem však nebyla jen snaha tisknout bibli, nýbrž také pokus o zabránění jejího nelegálního dovozu, který Melantricha finančně poškozoval. Tento nelegální dovoz však vadil i arcibiskupovi a panovníkovi, kteří proti němu různě zasahovali. Jednalo se přitom především o dovoz Bible norimberské, které se vyslovené týkají mandáty z dubna roku 1567.

### Grafická podoba vydání
Nové vydání Melantrichovy bible vyšlo až roku 1570. Po textové stránce se vydání příliš neliší od předchozích. Byl pouze vytvořen nový index a rejstřík. Hlavní změnou však bylo kompletní nahrazení dříve použitých dřevořezů novými, vyrobenými exkluzivně pro toto vydání. Vydání Melantrichovy bible z roku 1570 díky tomu opět typografickou a výtvarnou kvalitou překonala vše, co bylo do té doby v Čechách vydáno, a právem patří k vůbec nejkvalitněji zpracovaným českým tiskům.
Nově byl vytvořen titulní list, na němž ve spodní části listu Jiří Melantrich v kožešinovém plášti klečí před křížem v modlitbě, po stranách titulu knihy je vyobrazena dvojice postav, zřejmě personifikující naději a víru, v horní části pak Nejsvětější Trojice a andělé s nástroji Kristova umučení. Autorem titulního listu je patrně malíř Ambrož Ledecký a vyřezal jej monogramista HS. Více než stovka velmi kvalitních dřevořezových ilustrací je pak dílem dvou umělců. Prvním byl mistr Florian Abel z Kolína nad Rýnem, který však v průběhu práce v roce 1565 v Praze zemřel. Druhým pak zřejmě dvorní malíř arciknížete Ferdinanda, Ital Francesco Terzio, neboť dřevořezy jsou značeny monogramem FT. Po výtvarné stránce dřevořezy znamenají zcela nové pojetí ilustrace, které se markantně odlišuje od běžných ilustrací biblí v první polovině 16. století a navazuje na soudobou Italskou malbu a grafiku.
Bible z roku 1570 byla dedikována císaři Maxmiliánovi II. a obsahovala proto též celostránkový dřevořez císařského znaku. Další celostránkové folio pak neslo znak Starého Města pražského.

## Vydání z roku 1577
Je možné, že se jedná o zbytek vydání z roku 1570. Roku 1576 totiž zemřel císař Maxmilián II a Melantrich roku 1577 mohl pouze vytisknout nový titulní list a toto „nové vydání“ věnovat nastoupivšímu císaři Rudolfu II. Nelze však vyloučit, že jde skutečně o kompletní nové vydání.